# Stabsoboist

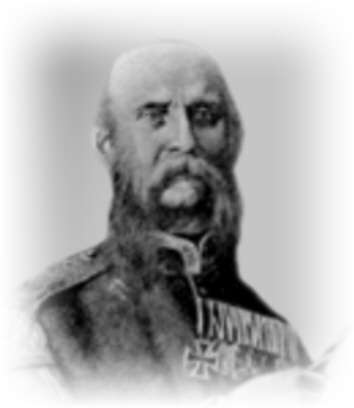
Johann Gottfried Piefke, Stabshoboist und Director der gesamten Musikchöre des III. Armeekorps, vor 1884

Gustav Sabac el Cher, Obermusikmeister des Grenadier-Regiments „Kronprinz“ Nr. 1 (1908)

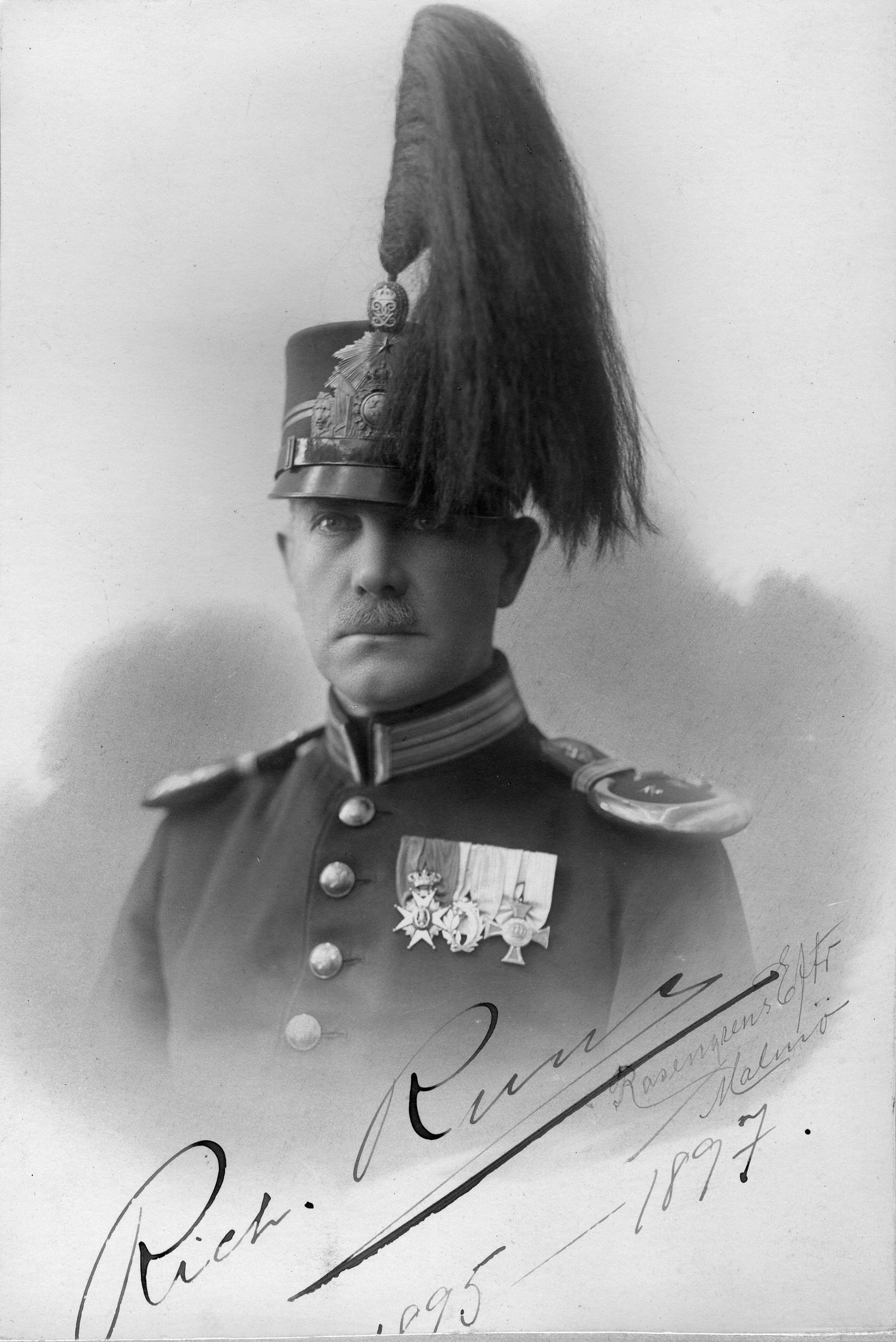
Stabstrompeter und Musikleiter in der schwedischen Artillerie (1895–97)

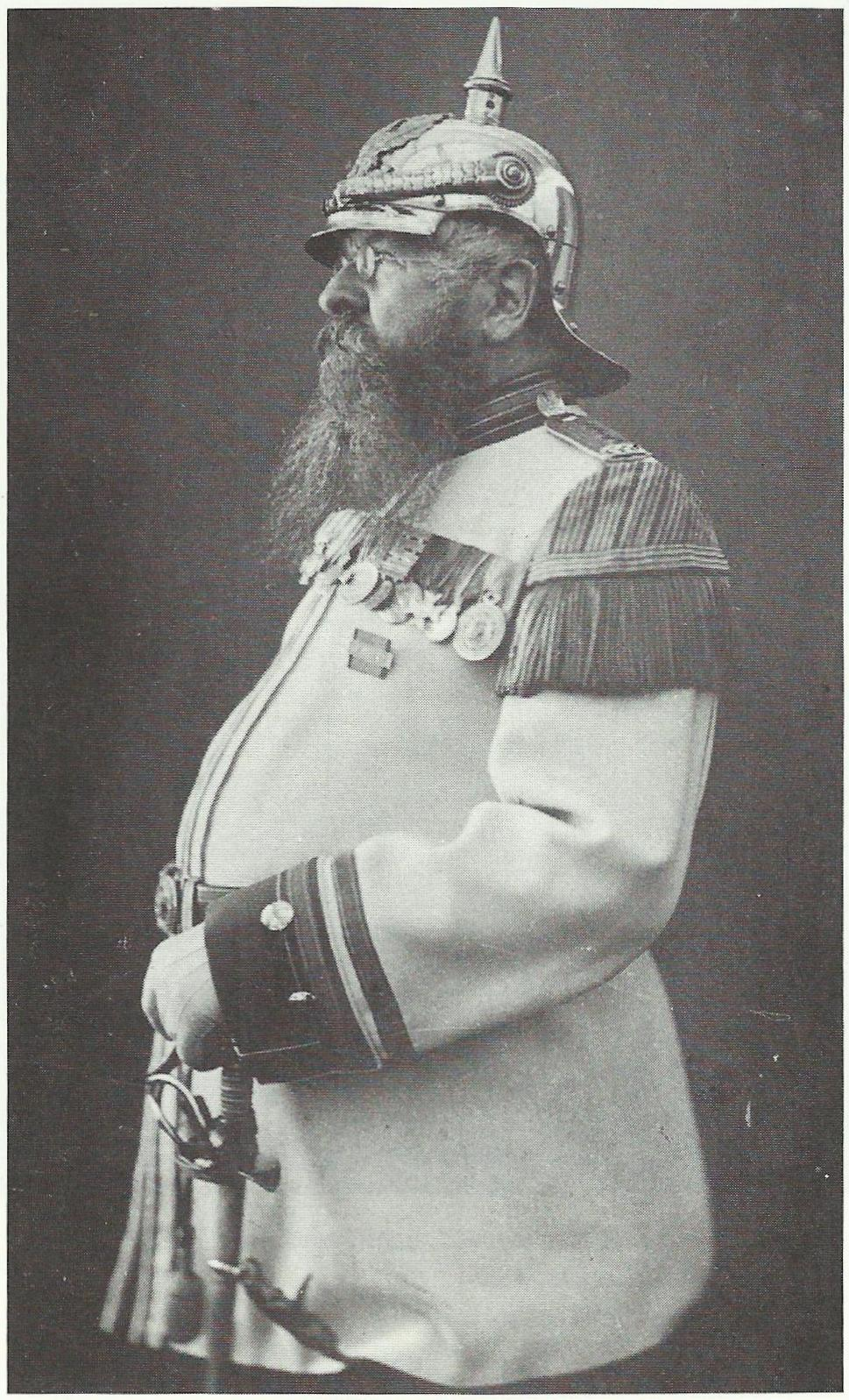
Reinhold Fellenberg, Stabstrompeter des Kürassier-Regiments „Graf Gessler“ (1898–1906/08)

Stabsoboist (auch Stabshautboist, Stabshoboist) ist eine historische Bezeichnung deutscher Militärmusiker. Bei der Linieninfanterie und der Kaiserlichen Marine lautete die Bezeichnung Stabshoboist, bei Jägern und Schützen Stabswaldhornist, bei den Pionieren Stabshornist, bei Kavallerie, Artillerie und Train aber Stabstrompeter.
Er war der Chef bzw. Kapellmeister der Regimentsmusik und stand im Rang eines Feldwebels (Fußtruppen) bzw. Wachtmeisters (berittene Truppen). Bei der Kaiserlichen Marine rangierte er jedoch mit dem Vizefeldwebel; sein Stellvertreter war in der Marine der Korpsführer, im Rang eines Sergeanten (nach neun Dienstjahren überzähliger Vizefeldwebel). Die einfachen Militärmusiker (Hautboisten bzw. Waldhornisten, Hornisten oder Trompeter) rangierten meist mit den Unteroffizieren oder Sergeanten.
Bei den Fußtruppen unterstanden den Stabsoboisten etc. die Regiments- bzw. Bataillonstamboure, bei der Marine die Abteilungs- (Maat) und Divisionstamboure (Obermaat), die ihrerseits Vorgesetzte der als Signalgeber verwendeten Spielleute (Tamboure und Pfeifer) waren. Bei den berittenen Truppen gab es keine Spielleute (und folglich keine Bataillonstamboure), hier fungierten die Trompeter als Signalgeber.
Stabshoboisten etc. war nach 5 Jahren im Dienstgrad und 18 bis 20 Jahren Gesamtdienstzeit die Beförderung zum Militär-Musikdirigenten (ebenfalls Feldwebel) möglich. Eine spezielle Auszeichnung war der Titel (!) Königlicher Musikdirektor, für bewährte Musikdirigenten; verleihungsberechtigt waren die Kultusministerien (!) Preußens, Bayerns, Sachsens und Württembergs.
Per Allerhöchster Kabinettsorder (AKO) vom 10. Dezember 1908 wurden die Militärkapellmeister in eine eigene Rangklasse zwischen den Portepee-Unteroffizieren und den Offizieren eingereiht. Die Benennung der Stabshoboisten, Stabshornisten sowie der Musikleiter bei den Unteroffiziersschulen änderte sich nun in Musikmeister. Die berittenen Truppen führten die Bezeichnung Stabstrompeter jedoch weiter. Der Militär-Musikdirigent wurde zum Obermusikmeister. Sie rangierten nicht mehr als Feldwebel, sondern als Offiziersstellvertreter.
In der Marine rangierten die Musikmeister bis 1936 hinter den Deckoffizieren, ohne ihnen unterstellt zu sein.
In der deutschen Wehrmacht erhielten 1938 alle Musikmeister, Obermusikmeister etc. den Offiziersstatus.
Über den Stabsoboisten etc. stand seit 1887 der Armee-Musik-Inspizient. Er beaufsichtigte das Musikwesens aller deutschen Heereskontingente und auch der Marine. Die Musikinspizienten waren keine Soldaten, sondern mittlere Militärbeamte im Rang eines Hauptmanns bzw. Oberleutnants.